# Clássicos do ABC
Clássico do ABC é a denominação dada aos jogos clássicos de futebol entre os times da região do ABC Paulista, envolvendo as equipes das cidades de Diadema, Mauá, Santo André, São Bernardo do Campo e São Caetano do Sul.
O representante de Mauá é o Grêmio Esportivo Mauaense, o representante de Santo André é o Esporte Clube Santo André, enquanto os representantes de São Bernardo do Campo são o Esporte Clube São Bernardo (mais conhecido como Esporte), Palestra de São Bernardo e o São Bernardo Futebol Clube. O representante de São Caetano do Sul é o São Caetano Futebol Clube e os representantes de Diadema são o Esporte Clube Água Santa e o Clube Atlético Diadema (mais conhecido como CAD).

## Trio de Ferro do ABC
Os maiores clássicos do ABC ocorrem entre as equipes Santo André, São Bernardo e São Caetano, clubes que formam o chamado "Trio de Ferro do ABC".

### Santo André vs. São Caetano
O clássico entre Santo André e São Caetano, menos comumente chamado de San-São do ABC, é considerado o maior clássico do ABC por envolver as equipes da região que obtiveram o maior sucesso em âmbito estadual e nacional. No histórico de jogos oficiais, houve 32 partidas entre as 2 equipes, com 12 vitórias do São Caetano, 12 empates e 8 vitórias do Santo André.

### Santo André vs. São Bernardo
O clássico entre Santo André e São Bernardo é um clássico recente, porém possui momentos emocionantes. No Campeonato Paulista de 2011 os dois times disputaram uma partida na penúltima rodada, com ambas as equipes brigando para sair da zona de rebaixamento, e quem perdesse a partida estaria praticamente rebaixado. O jogo terminou 2 x 1 para o São Bernardo, porém, no final do campeonato, ambas as equipes foram rebaixadas. No histórico de jogos oficiais, houve 16 partidas entre as duas equipes: oito vitórias do São Bernardo, cinco vitórias do Santo André e 3 empates.

### São Bernardo vs. São Caetano
O clássico entre São Bernardo e São Caetano é um jogo que possui poucas partidas oficiais, porém vários amistosos e jogos pelas categorias de bases. No Campeonato Campeonato Paulista de 2011, as duas equipes disputaram sua 1ª partida profissional oficial, na antepenúltima rodada do campeonato. O São Bernardo brigava para não entrar na zona de rebaixamento, enquanto o São Caetano brigava para entrar no G8, que o classificaria para disputar as quartas-de-final. Apesar de toda a dramaticidade, o São Bernardo levou uma sonora goleada (6 x 1 para o São Caetano) com 5 gols do jogador Eduardo. No Paulistão Chevrolet de 2013 as equipes voltaram a se enfrentar, e os Batateiros se vingaram da goleada levada no primeiro jogo com a vitória de 4 x 1 pra cima do rival, com direito a um gol de bicicleta de Fernando Baiano. No total, 9500 pessoas estavam presentes e assistiram a goleada do Bernô no Estádio Primeiro de Maio. O único confronto de mata-mata entre os times ocorreu nas semifinais da Copa Paulista de 2021, quando o São Bernardo se classificou após um 1x1 no Anacleto Campanella na ida e um 2x0 no Primeiro de Maio na volta. No histórico de jogos oficiais, são 2 vitórias para o São Bernardo, 3 para o São Caetano e 4 empates.

## Os outros clássicos
Os clássicos do ABC menos conhecidos são disputados pela equipe do Mauaense, as equipes de Diadema (Água Santa e CAD) e as equipes de São Bernardo do Campo (Esporte, Palestra e São Bernardo), com jogos no nível profissional e contra os clubes de Santo André e São Caetano em jogos-treino e em confrontos nas categorias de base.

### Água Santa vs. Esporte
Como o Água Santa disputou seu primeiro campeonato como equipe profissional em 2013, o primeiro confronto veio à acontecer na primeira rodada da 2º Divisão do Paulistão do mesmo ano, e terminou com resultado melhor para os visitantes, que, de virada, venceram por 2 a 1.

### Água Santa vs. Mauaense
No primeiro confronto da história entre as duas equipes, o time de Diadema venceu por 2 a 1, na época, se mantendo na liderança da segunda divisão e ampliando a crise do time de Mauá. No returno, nova vitória do Água Santa, que bateu o rival por 4 a 2 em Mauá.

### Água Santa vs. Santo André
O primeiro jogo do Água Santa em sua primeira participação no Campeonato Paulista da Série A2 foi também o primeiro duelo contra o Santo André, e terminou com goleada do Água Santa para cima do Ramalhão por 4 a 1. No total, houve 14 jogos: 5 vitórias do Água Santa, 5 empates e 4 vitórias do Santo André.

### Água Santa vs. São Bernardo
O primeiro jogo entre as equipes foi em Diadema, válido pela ultima rodada do Campeonato Paulista de 2016, e foi considerado um dos jogos mais importantes da história da região. O jogo terminou com vitória do São Bernardo por 1 a 0 e, com este resultado, o Tigre se classificou para as quartas de final da competição. Com a derrota, o Água Santa foi rebaixado para a Série A2 do ano seguinte. As duas equipes voltaram a se encontrar na Série A2 de 2018, com nova vitória do Tigre, desta vez por 4x0. NO ano de 2021, outro grande embate, dessa vez na final do Campeonato Paulista Série A2 de 2021, na ida no Estádio Primeiro de Maio, 1x1, na volta, no Canindé. Um emocionante 2x2 levou à decisão para os pênaltis, na qual o São Bernardo saiu vitorioso por 4x3. No confronto geral, o Bernô tem 7 vitórias contra 1 do Netuno, além de 3 empates.

### Água Santa vs. São Caetano
O primeiro jogo entre as equipes foi em Diadema, válido pela 15ª rodada do Campeonato Paulista Série A2 de 2015, e terminou com vitória do Azulão por 2 a 1. Desde então, houve 12 embates entre os dois clubes: 3 vitórias do Água Santa, 4 empates e 5 vitórias do São Caetano.

### CAD vs. Esporte
A primeira partida entre ambos ocorreu em Diadema, com um empate entre as equipes, resultado que então tirou o CAD da liderança de seu grupo na 4ª divisão ("Segundona Paulista").

### CAD vs. Mauaense
O primeiro confronto profissional entre os dois times veio a acontecer em 2013, e terminou com goleada do CAD por 5 a 1. Esse jogo marcou a inauguração do Estádio Distrital do Inamar em campeonatos profissionais, com mais de 1000 pessoas presentes no estádio.. Na história, as duas equipes se enfrentaram oito vezes, com quatro vitórias para a Locomotiva, três para o CAD e um empate.

### Esporte vs. Mauaense
O clássico entre Mauaense e Esporte só foi disputado pela 4ª divisão do Campeonato Paulista, porém ficou 7 anos sem acontecer devido ao licenciamento do Esporte de campeonatos oficiais. O Esporte Clube São Bernardo é a segunda equipe que mais vezes enfrentou o Grêmio Mauaense (atrás apenas do Jabaquara), com 34 encontros. A vantagem é do time de Mauá, que venceu 12 jogos, empatou 14 e perdeu 8.

### Mauaense vs. Palestra
Mauaense e Palestra se enfrentaram 25 vezes. São 13 vitórias do Alviverde contra 7 da Locomotiva, e 5 empates.

### Mauaense vs. Santo André
Os jogos entre Mauaense e Santo André são mais comuns de ocorrer em campeonatos de base, em virtude de, em muitos momentos de sua história, os dois clubes estarem em divisões diferentes no futebol profissional. Contando amistosos, Santo André e Mauaense se enfrentaram em quatro oportunidades, das quais o Ramalhão venceu duas, e nas restantes, o resultado foi empate.

### Mauaense vs. São Bernardo
O clássico entre Mauaense e São Bernardo foi disputado pela 3ª divisão do Campeonato Paulista e pela Copa FPF entre os anos de 2006. São cinco partidas entre as equipes - três vitórias para o São Bernardo e duas para o Mauaense.

### Mauaense vs. São Caetano
Por sempre jogarem em séries diferentes, os jogos entre Mauaense e São Caetano ocorrem geralmente em amistosos e em confrontos nas categorias de base. Os clubes disputaram a mesma divisão em apenas duas oportunidades: nos anos de 1991 e 1998, ambas pela Série A3 do Paulista. Nessa última houve dois jogos, com um empate em 1 a 1 e uma vitória do São Caetano por 2 a 0.[carece de fontes?] No total, foram seis partidas entre as equipes, com quatro vitórias para o Azulão, uma para o Mauaense e um empate.